# Lei de Hume
Em metaética, a lei de Hume ou guilhotina de Hume, ou ainda, o problema do ser - dever ser foi articulado pelo filósofo escocês David Hume, que notou que muitos escritores fazem afirmações sobre o que deve ser com base em afirmações sobre o que é. Hume acreditava que existe uma diferença significativa entre proposições descritivas e proposições prescritivas ou normativas, e que não se poder derivar as últimas das primeiras.
Hume discute o problema na parte I do livro III da sua obra Tratado da Natureza Humana:
| “ | Em todo sistema de moral que até hoje encontrei, sempre notei que o autor segue durante algum tempo o modo comum de raciocinar, estabelecendo a existência de Deus, ou fazendo observações a respeito dos assuntos humanos, quando, de repente, surpreendo-me ao ver que, em vez das cópulas proposicionais usuais, como é e não é, não encontro uma só proposição que não esteja conectada a outra por um deve ou não deve. Essa mudança é imperceptível, porém da maior importância. Pois como esse deve ou não deve expressa uma nova relação ou afirmação, esta precisaria ser notada e explicada; ao mesmo tempo, seria preciso que se desse uma razão para algo que parece totalmente inconcebível, ou seja, como essa nova relação pode ser deduzida de outras inteiramente diferentes. HUME, David. Tratado da Natureza Humana. Tradução de Débora Danowiski. Livro III, Parte I, Seção II. São Paulo, Editora UNESP, 2000, p. 509 | ” |

Segundo David Hume, não se pode deduzir o que deveria do que é, que enunciados descritivos puramente fatuais somente podem vincular ou implicar outros enunciados descritivos fatuais e nunca normas, pronunciamentos éticos ou prescrições para se fazer alguma coisa.
Essa proposição, “Lei de Hume”, implica uma distinção lógica entre o reino dos fatos e o reino dos valores.
| EMPÍRICO (descritivo) | NORMATIVO   |
| --------------------- | ----------- |
| É                     | Deveria     |
| Fatos                 | Valores     |
| Objetivo              | Subjetivo   |
| Descritivo            | Prescritivo |
| Ciência               | Ética       |
| Verdadeiro/falso      | Bom/mau     |